# Lerato Sechele
Lerato Lydia Sechele (Maseru, 10 marzo 1994) è una triplista lesothiana.

## Record nazionali
- Salto triplo: 13,57 m ( Gold Coast, 10 aprile 2018)

## Palmarès
| Anno | Manifestazione          | Sede         | Evento         | Risultato | Prestazione | Note             |
| ---- | ----------------------- | ------------ | -------------- | --------- | ----------- | ---------------- |
| 2011 | Africani juniores       | Gaborone     | Salto triplo   | Argento   | 12,07 m     |                  |
| 2011 | Africani juniores       | Gaborone     | Salto in lungo | 13ª       | 5,10 m      |                  |
| 2011 | Mondiali allievi        | Lilla        | Salto triplo   | 16ª (q)   | 11,74 m     |                  |
| 2011 | Giochi panafricani      | Maputo       | Salto triplo   | 10ª       | 11,86 m     |                  |
| 2013 | Africani juniores       | Bambous      | Salto triplo   | Oro       | 12,62 m     |                  |
| 2014 | Giochi del Commonwealth | Glasgow      | Salto triplo   | 16ª (q)   | 12,33 m     |                  |
| 2015 | Giochi panafricani      | Brazzaville  | Salto triplo   | 9ª        | 12,54 m     |                  |
| 2018 | Giochi del Commonwealth | Gold Coast   | Salto triplo   | 4ª        | 13,57 m     | Record nazionale |
| 2018 | Africani                | Asaba        | Salto triplo   | Bronzo    | 13,31 m     |                  |
| 2019 | Giochi panafricani      | Rabat        | Salto triplo   | 5ª        | 13,24 m     |                  |
| 2022 | Africani                | Saint-Pierre | Salto triplo   | 6ª        | 12,83 m     |                  |
| 2022 | Giochi del Commonwealth | Birmingham   | Salto triplo   | 12ª       | 12,57 m     |                  |